# Teste Kolmogorov-Smirnov

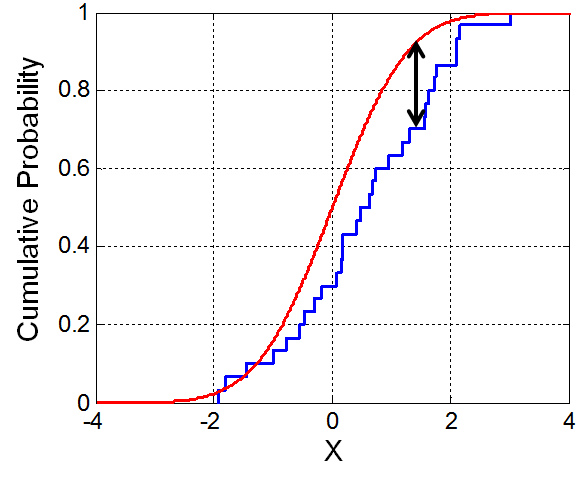
Ilustração da estatística de Kolmogorov–Smirnov. A linha vermelha é a função distribuição acumulada, a linha azul é a função distribuição empírica e a seta preta é a estatística K–S.

Em estatística, o teste Kolmogorov–Smirnov (também conhecido como teste KS ou teste K–S) é um teste não paramétrico de bondade do ajuste sobre a igualdade de distribuições de probabilidade contínuas e unidimensionais que pode ser usado para comparar uma amostra com uma distribuição de probabilidade de referência (teste K–S uniamostral) ou duas amostras uma com a outra (teste K–S biamostral). Recebe este nome em homenagem aos matemáticos russos Andrei Kolmogorov e Nikolai Smirnov.
A estatística de Kolmogorov–Smirnov quantifica a distância entre a função distribuição empírica da amostra e a função distribuição acumulada da distribuição de referência ou entre as funções distribuição empírica de duas amostras. A distribuição nula desta estatística é calculada sob a hipótese nula de que a amostra é retirada da distribuição de referência (no caso uniamostral) ou de que as amostras são retiradas da mesma distribuição (no caso biamostral). Em cada caso, as distribuições consideradas sob a hipótese nula são distribuições contínuas, mas não restritas.
O teste K–S biamostral é um dos métodos não paramétricos mais úteis e difundidos para a comparação de duas amostras, já que é sensível a diferenças tanto no local, como na forma das funções distribuição acumulada empírica das duas amostras.
O teste de Kolmogorov–Smirnov pode ser modificado para servir como um teste da qualidade do ajuste. No caso especial do teste da normalidade da distribuição, as amostras são padronizadas e comparadas com uma distribuição normal padrão. Isto equivale a tornar a média e a variância da distribuição de referência iguais aos estimados da amostras, sabendo que usar isto para definir a distribuição de referência específica muda a distribuição nula da estatística. Vários estudos encontraram que, mesmo nesta forma corrigida, o teste é menos potente em avaliar a normalidade do que o teste de Shapiro–Wilk e o teste de Anderson–Darling. Entretanto, estes outros testes também têm suas desvantagens. O teste de Shapiro–Wilk, por exemplo, é conhecido por não funcionar bem em amostras com muitos valores idênticos.

## Estatística de Kolmogorov-Smirnov
A função distribuição empírica {\displaystyle F_{n}} para {\displaystyle n} observações {\displaystyle X_{i}} independentes e identicamente distribuídas é definida como
{\displaystyle F_{n}(x)={1 \over n}\sum _{i=1}^{n}I_{[-\infty ,x]}(X_{i})}
em que {\displaystyle I_{[-\infty ,x]}(X_{i})} é a função indicadora, igual a 1 se {\displaystyle X_{i}\leq x} e igual a 0 de outro modo.
A estatística de Kolmogorov–Smirnov para uma dada função distribuição acumulada {\displaystyle F(x)} é
{\displaystyle D_{n}=\sup _{x}|F_{n}(x)-F(x)|}
em que {\displaystyle \sup _{x}} é o supremo do conjunto de distâncias. Pelo teorema de Glivenko–Cantelli, se a amostra vier da distribuição {\displaystyle F(x)}, então {\displaystyle D_{n}} converge a 0 quase certamente no limite quando {\displaystyle n} vai ao infinito. Kolmogorov fortaleceu este resultado ao oferecer efetivamente a razão desta convergência como mostrado abaixo. O Teorema de Donsker oferece um resultado ainda mais forte.
Na prática, a estatística exige um número relativamente grande de pontos de dados para que se rejeite adequadamente a hipótese nula.

## Distribuição de Kolmogorov
A distribuição de Kolmogorov é a distribuição da variável aleatória
{\displaystyle K=\sup _{t\in [0,1]}|B(t)|}
em que {\displaystyle B(t)} é a ponte browniana. A função distribuição acumulada de {\displaystyle K} é dada por
{\displaystyle \operatorname {Pr} (K\leq x)=1-2\sum _{k=1}^{\infty }(-1)^{k-1}e^{-2k^{2}x^{2}}={\frac {\sqrt {2\pi }}{x}}\sum _{k=1}^{\infty }e^{-(2k-1)^{2}\pi ^{2}/(8x^{2})},}
que também pode ser expressa pela função teta de Jacobi {\displaystyle \vartheta _{01}(z=0;\tau =2ix^{2}/\pi )}. Tanto a forma da estatística do teste de Kolmogorov–Smirnov, como sua distribuição assintótica sob a hipótese nula foram publicadas por Kolmogorov, enquanto uma tabela da distribuição foi publicada por Smirnov. Relações de recorrência para a distribuição da estatística do teste em amostras finitas também foram divulgadas por Kolmogorov.
Sob a hipótese nula de que a amostra vem da distribuição hipotetizada {\displaystyle F(x)},
{\displaystyle {\sqrt {n}}D_{n}{\xrightarrow {n\to \infty }}\sup _{t}|B(F(t))|}
em distribuição, em que {\displaystyle B(t)} é a ponte browniana.
Se {\displaystyle F} for contínua, então, sob a hipótese nula, {\displaystyle {\sqrt {n}}D_{n}} converge para a distribuição de Kolmogorov, que não depende de {\displaystyle F}. Este resultado também pode ser conhecido como teorema de Kolmogorov.
O teste de Kolmogorov–Smirnov para a qualidade do ajuste é construído pelo uso de valores críticos da distribuição de Kolmogorov. A hipótese nula é rejeitada no nível {\displaystyle \alpha } se
{\displaystyle {\sqrt {n}}D_{n}>K_{\alpha },\,}
em que {\displaystyle K_{\alpha }} é encontrado a partir de
{\displaystyle \operatorname {Pr} (K\leq K_{\alpha })=1-\alpha .\,}
A potência assintótica deste teste é 1.

### Teste com parâmetros estimados
Se a forma ou os parâmetros de {\displaystyle F(x)} forem determinados a partir dos dados {\displaystyle X_{i}}, os valores críticos determinados desta forma são inválidos. Em tais casos, o método de Monte Carlo ou outros métodos podem ser exigidos e as tabelas foram preparadas para alguns casos. Os detalhes para as modificações exigidas para a estatística do teste e para os valores críticos para a distribuição normal e para a distribuição exponencial foram divulgados. Publicações mais recentes incluem a distribuição de Gumbel. O teste de Lillefors representa um caso especial desta questão para a distribuição normal. A transformação do logaritmo pode ajudar a superar casos em que os dados do teste de Kolmogorov parecem não se ajustar ao pressuposto de que veio da distribuição normal.

### Distribuição nula discreta
O teste de Kolmogorov–Smirnov deve ser adaptado para variáveis discretas. A forma da estatística do teste permanece igual à do caso contínuo, mas o cálculo de seu valor é mais sutil. Isto pode ser visto quando se computa a estatística do teste entre uma distribuição contínua {\displaystyle f(x)} e uma função de etapa {\displaystyle g(x)} que tem uma descontinuidade em {\displaystyle x_{i}}. Em outras palavras, o limite {\displaystyle \lim _{x\rightarrow x_{i}}g(x)}, se existir, é diferente de {\displaystyle g(x_{i})}. Assim, quando se computa a estatística
{\displaystyle \sup _{x}|g(x)-f(x)|=\max _{i}\left[\max \left(|g(x_{i})-f(x_{i})|,\lim _{x\rightarrow x_{i}}|g(x)-f(x_{i-1})|\right)\right],}
não fica claro como realocar o limite, a não ser que se saiba o valor limitante da distribuição subjacente.

## Teste Kolmogorov-Smirnov biamostral

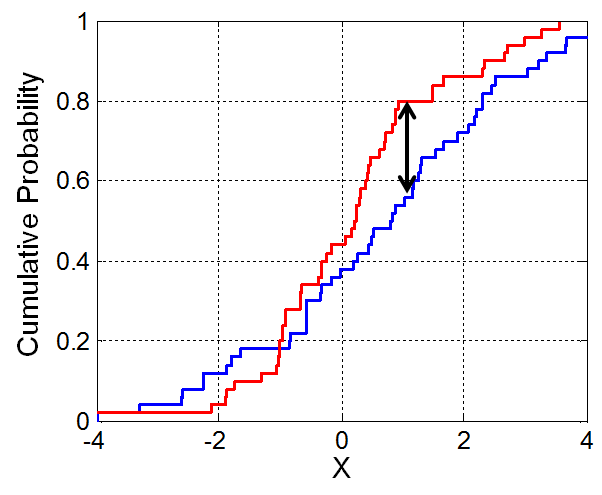
Ilustração da estatística biamostral de Kolmogorov–Smirnov. As linhas vermelha e azul correspondem a funções distribuição empírica e a seta preta é a estatística K–S biamostral.

O teste Kolmogorov–Smirnov pode também ser usado para testar se duas distribuições de probabilidade unidimensionais subjacentes diferem entre si. Neste caso, a estatística de Kolmogorov–Smirnov é
{\displaystyle D_{n,m}=\sup _{x}|F_{1,n}(x)-F_{2,m}(x)|,}
em que {\displaystyle F_{1,n}} e {\displaystyle F_{2,m}} são as funções distribuição empírica da primeira e da segunda amostra respectivamente e {\displaystyle \sup } é a função supremo.
A hipótese nula é rejeitada ao nível {\displaystyle \alpha } se
{\displaystyle D_{n,m}>c(\alpha ){\sqrt {\frac {n+m}{nm}}}.}
{\displaystyle n} e {\displaystyle m} são os tamanhos da primeira e da segunda amostras respectivamente. O valor de {\displaystyle c({\alpha })} é dado na tabela abaixo para os níveis mais comuns de {\displaystyle \alpha }
| {\displaystyle \alpha }      | 0.10 | 0.05 | 0.025 | 0.01 | 0.005 | 0.001 |
| {\displaystyle c({\alpha })} | 1.22 | 1.36 | 1.48  | 1.63 | 1.73  | 1.95  |

e, em geral, por
{\displaystyle c\left(\alpha \right)={\sqrt {-{\frac {1}{2}}\ln \left({\frac {\alpha }{2}}\right)}}.}
O teste biamostral verifica se as duas amostras de dados vêm da mesma distribuição e não especifica qual é esta distribuição comum, isto é, se é normal ou não normal. Tabelas de valores críticos para este caso também foram publicadas. Estes valores críticos têm algo em comum com o teste de Anderson–Darling e o teste qui-quadrado, nomeadamente, o fato de que valores mais altos tendem a ser mais raros.

## Limites de confiança para a forma da função distribuição
Enquanto o teste Kolmogorov–Smirnov é geralmente usado para testar se uma dada {\displaystyle F(x)} é a distribuição de probabilidade subjacente de {\displaystyle F_{n}(x)}, o procedimento pode ser invertido para dar limites de confiança à própria {\displaystyle F(x)}. Caso se escolha um valor crítico da estatística de teste {\displaystyle D_{\alpha }}, tal que {\displaystyle P(D_{n}>D_{\alpha })=\alpha }, então a banda de largura {\displaystyle \pm D_{\alpha }} em torno de {\displaystyle F_{n}(x)} conterá inteiramente {\displaystyle F(x)} com probabilidade {\displaystyle 1-\alpha }.

## Estatística de Kolmogorov–Smirnov em mais de uma dimensão
Um teste Kolmogorov–Smirnov de qualidade do ajuste multivariado e livre de distribuição foi proposto por Ana Justel, Daniel Peña e Rubén Zamar em 1997. O teste usa uma estatística construída pelo uso da transformação de Rosenblatt e um algoritmo é usado para a computação no caso bivariado. Um teste aproximado facilmente computado em qualquer dimensão também é apresentado.
A estatística do teste Kolmogorov–Smirnov precisa ser modificada se um teste semelhante for aplicado a dados multivariados. Ela não pode ser aplicada diretamente porque a diferença máxima entre duas funções distribuição acumulada conjuntas geralmente não é igual à diferença máxima de qualquer uma das funções distribuição complementares. Assim, a diferença máxima será diferente, dependendo se {\displaystyle \Pr(x<X\land y<Y)} ou {\displaystyle \Pr(X<x\land Y>y)} ou qualquer um dos dois outros arranjos possíveis for usado. Pode-se exigir que o resultado do teste usado não dependa da escolha feita.
Uma abordagem à generalização da estatística de Kolmogorov–Smirnov para dimensões mais elevadas que leva em conta a preocupação acima consiste em comparar as funções distribuição acumulada das duas amostras com todos os ordenamentos possíveis e tomar o maior conjunto das estatísticas K–S resultantes. Em {\displaystyle d} dimensões, o número de ordenamentos é {\displaystyle 2^{d}-1}. Uma variação deste tipo foi proposta por J. A. Peacock e outra por G. Fasano e A. Francischini, ambas comparadas por R. H. C. Lopes. Valores críticos para a estatística do teste podem ser obtidos por simulações, mas isto depende da estrutura de dependência da distribuição conjunta.